# Burni Sejuk
Burni Sejuk är ett berg i Indonesien.   Det ligger i provinsen Aceh, i den västra delen av landet, 1 600 km nordväst om huvudstaden Jakarta. Toppen på Burni Sejuk är 2 540 meter över havet.
Terrängen runt Burni Sejuk är kuperad norrut, men söderut är den bergig.  Trakten runt Burni Sejuk är nära nog obefolkad, med mindre än två invånare per kvadratkilometer. I omgivningarna runt Burni Sejuk växer i huvudsak städsegrön lövskog.